# Mbielu-mbielu-mbielu

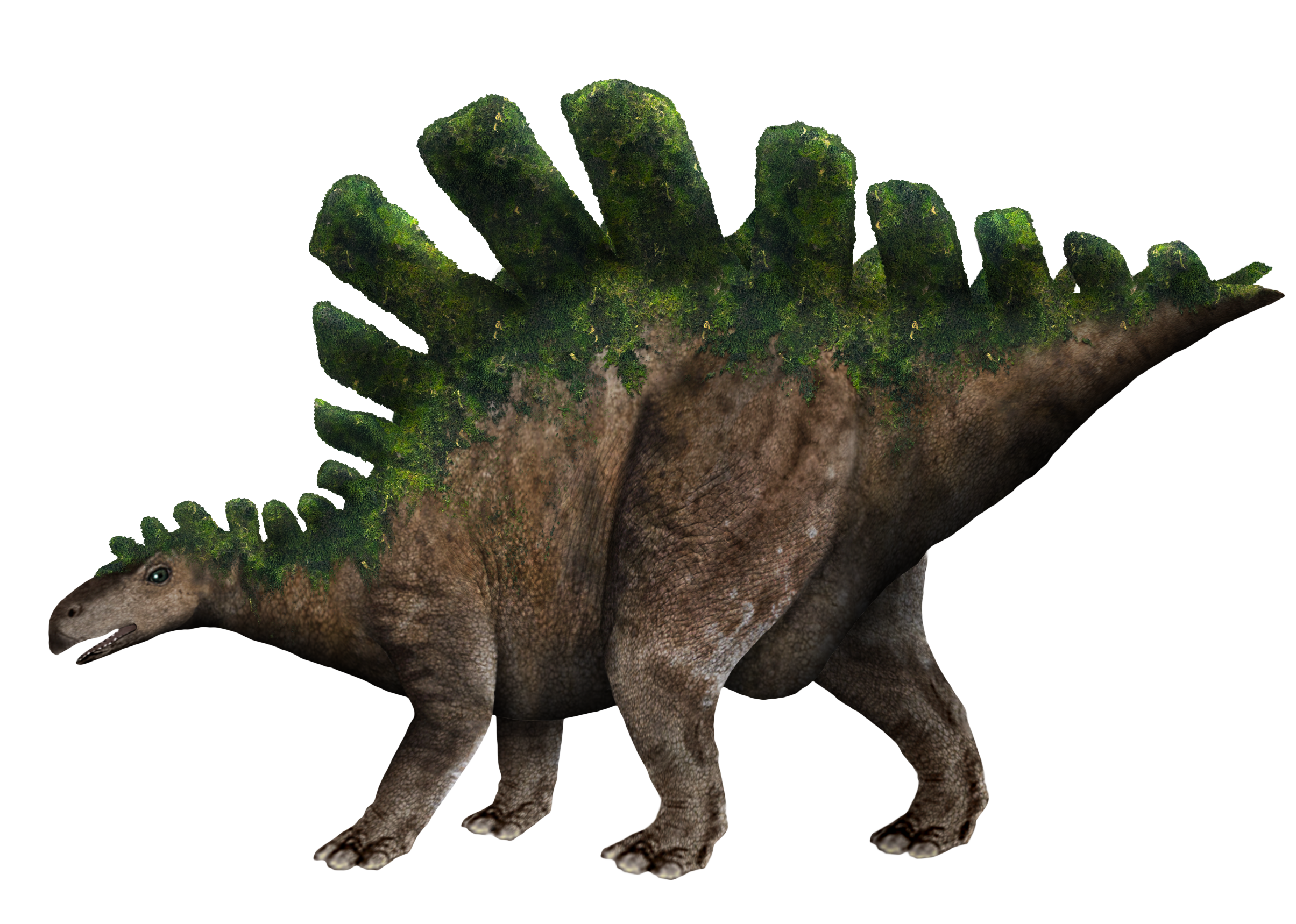
Mbielu-mbielu-mbielu artist's impression

De Mbielu-mbielu-mbielu is een cryptozoölogisch dier uit de Likoualastreek van Congo-Brazzaville. Slechts een paar ooggetuigenverslagen zijn bekend, vanuit de dorpen Bounila en Ebolo. Ze zijn verzameld door de cryptozoöloog Roy Mackal.
Het dier, klaarblijkelijk een herbivoor, wordt beschreven als "het dier met planken die uit zijn rug groeien". Sommige schrijvers suggereren daarom dat het zou gaan om een van de Stegosauridae, vermoedelijk een Kentrosaurus. Het dier zou in het water zijn gesignaleerd, met meestal groene algengroei die de "planken" bedekt.